# 月 (浜松市)
月（つき）は静岡県浜松市天竜区の大字。

## 地理
浜松市天竜区の中部に位置する。地域内には136から990までの番地が散在している。
天竜川の船明ダム湖の一部がこの地域に属しており、湖に沿った形で国道152号線から分岐した静岡県道360号渡ヶ島横山線が敷設されている。この道路を通り船明、伊砂から横山町へ通り抜けることができる。地名の珍しさから、「月旅行へ行ける」との惹句もある。

### 河川
- 天竜川
  - 谷沢川

### 湖沼
- 船明ダム湖

## 歴史

「月」の由来が書かれた石碑（月の形をしている）

南北朝時代に鈴木左京之進によって月と名付けられた。遠江国豊田郡の一部として、江戸時代には幕府領月村であり、石高は幕府領内で121石であった。その後、明治時代には月村は浜松県豊田郡に属し、1889年（明治22年）4月1日には、町村制の施行により横山村、西雲名村、大嶺村、戸倉村、谷山村、佐久村、相津村、山中村、小川村、東雲名村、伊砂村と合併して豊田郡龍川村の一部となる。1896年（明治29年）4月1日には、郡制の施行により所属郡が磐田郡に変更された。その後は龍川村の合併とともに、1956年（昭和31年）9月30日に二俣町、1958年（昭和33年）11月3日に天竜市、2005年（平成17年）7月1日に浜松市と所属を変え、2007年（平成19年）4月1日には浜松市の政令指定都市への移行に伴い、旧村域はすべて天竜区に属した。
また、下流部に1972年（昭和47年）から船明ダムの建設がスタートし、1977年（昭和52年）に完成した。ダム湖となった月の一部に、浜松市営天竜ボート場月艇庫が建設され、平成元年度の3月（平成2年3月）からは、全国高等学校選抜ボート大会が毎年開催されている。2003年（平成15年）には第58回国民体育大会のボート競技が開催された。
2014年（平成26年）3月8日から3月9日にかけて浜松田舎暮らし推進事務局の主催で「東京発 新東名に乗って 月に行こう!」と題した移住促進イベントが月を中心に開催された。
2021年7月1日に新潮社から発行された伊与原新の「月まで三キロ」では同地区まで3キロを示す標識が題材となっている。さらに同市東区の食品メーカー、ヤタローは小説の「月まで三キロ」をイメージした洋菓子を発売した。

### 地名の由来
楠木正成に仕えていた源氏の一族である鈴木左京之進が、南北朝時代に12名の家来をつれてこの地に落ち延びた。そのとき左京之進は「楠木正成の心の清らかさこそ中空にかかる月のようである。吾等の心の在り方を地名に残そう。」と考え、この地を「月」と命名した。また、別説では古詩にちなみ、「今は12名となってしまったが、やがて満月のように発展しよう」と願い「月」と名付けたともされる。これらの説を地名の由来として、平成27年（2015年）には天竜ボート場月艇庫付近（月光山海蔵寺前）に石碑が建立されている。

### 沿革
- 江戸時代 - 幕府領月村、121石[9]。
- 明治時代 - 浜松県豊田郡月村となる[10]。
- 1889年（明治22年） 4月1日 - 周辺11村と合併、豊田郡龍川村の一部となる[10]。
- 1896年（明治29年）4月1日 - 郡制の施行により所属郡が磐田郡に変更[10]。
- 1956年（昭和31年）9月30日 - 龍川村の合併により、二俣町の一部となる[10]。
- 1958年（昭和33年）11月3日 - 二俣町の合併により、天竜市の一部となる[10]。
- 2005年（平成17年）7月1日 - 天竜市の合併により、浜松市の一部となる[11]。
- 2007年（平成19年）4月1日 - 浜松市の政令指定都市への移行に伴い、浜松市天竜区の一部となる[12]。

## 世帯数と人口
2018年（平成30年）12月1日現在の世帯数と人口は以下の通りである。
| 大字 | 世帯数 | 人口 |
| ---- | ------ | ---- |
| 月   | 46世帯 | 86人 |

## 学区
市立小・中学校に通う場合、学区は以下の通りとなる。
| 番・番地等 | 小学校             | 中学校               |
| ---------- | ------------------ | -------------------- |
| 全域       | 浜松市立横山小学校 | 浜松市立光が丘中学校 |

かつて、公立高等学校全日制普通科に学区があった時、磐周学区の区域だった。

## 交通
浜松駅から自動車で約1時間、新東名高速道路浜松浜北ICから自動車で約15分を要する。

### 道路
- 静岡県道360号渡ヶ島横山線
  - 月橋（谷沢川）

### バス
- 浜松市自主運行バス北遠本線『伊砂入口』バス停（月集落への最寄りバス停。なお上記にある『月まで3キロ』の道路看板もこのバス停が最寄りとなる。）
- 浜松市天竜ふれあいバス大白木線月島バス停（火・木のみ運行で祝日と年末年始は運休。事前予約制。月の集落に最も近い。)
- 全国高等学校選抜ボート大会の開催期間中は、船明ダムよりシャトルバスが運行される[22]。
- 遠鉄バス秋葉線 月バス停（かつて、朝に西鹿島駅方面1本のみの運行[23]していた。月の対岸[24]の相津に所在し、月の集落まで徒歩1時間程度を要する。なお、前記の自主運行バス北遠本線は停車しない。秋葉線の唐沢～山東間の廃止[23]に伴い、2022年に廃止された[23][25]。）

## 施設

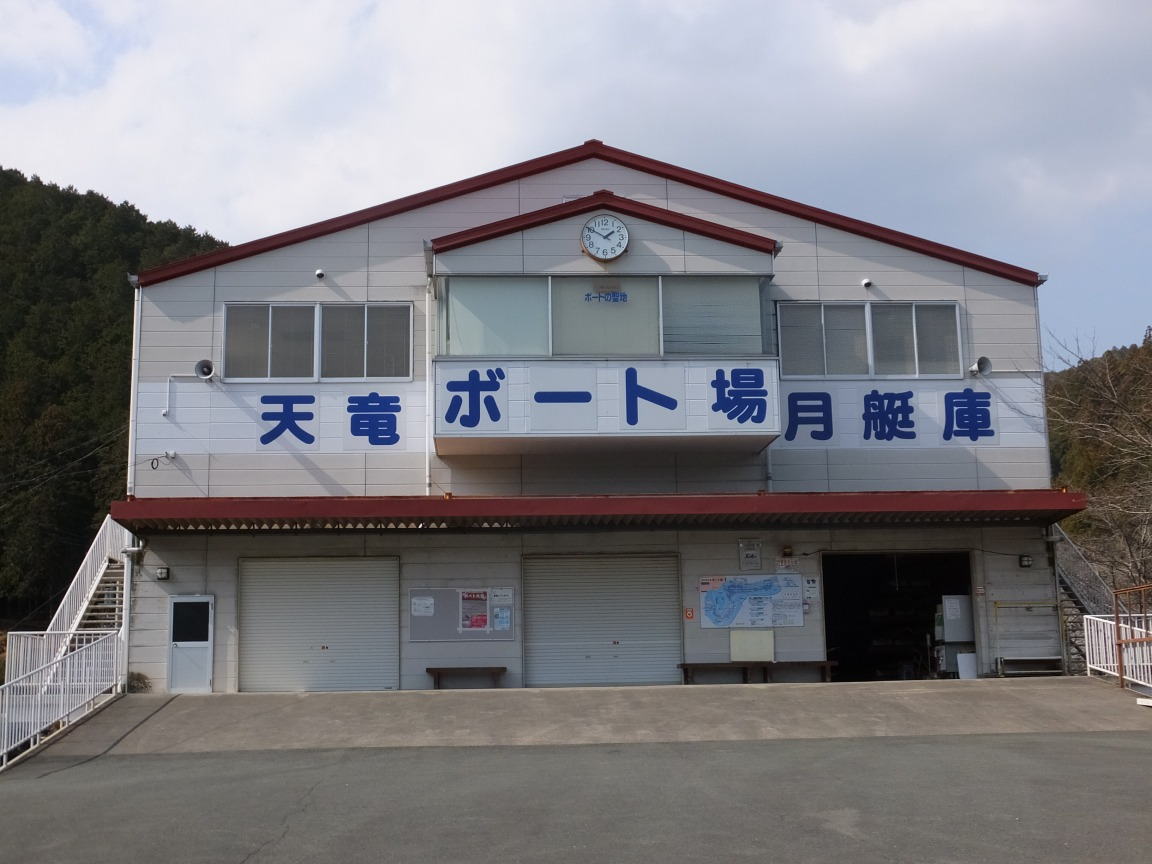
天竜ボート場月艇庫

天竜ボート場の月艇庫がある。全国高等学校選抜ボート大会の会場として毎年使われており、2003年（平成15年）には第58回国民体育大会のボート競技会場にもなっている。
- 天竜ボート場月艇庫
- 天竜林業体育館
- 湖畔の家
- 浜松市消防団天竜第7分団

- 八王子神社
- 海蔵寺

## その他

### 日本郵便
- 郵便番号 : 431-3763[4]（集配局：天竜郵便局[27]）。

### 警察
町内の警察の管轄区域は以下の通りである。
| 番・番地等 | 警察署     | 交番・駐在所 |
| ---------- | ---------- | ------------ |
| 全域       | 天竜警察署 | 船明交番     |